# BUCCI
BUCCI（ブッチ、1978年11月20日 - ）は、日本のJ-POPグループであるET-KINGの元メンバーで、2021年11月1日よりグループを脱退しソロ活動を行っている。兵庫県西宮市山口町出身。血液型はAB型。

## 来歴・人物
長崎県佐世保市生まれ、兵庫県西宮市育ち。
1999年、高校の同級生で同居していたイトキンがTENN、KLUTCHと3人で、DJ+ボーカルのユニットを結成。サポートでDJをすることになりこれが音楽活動の始まり。その後DJ BOOBYの加入によりボーカルに転向。
メンバー加入前はバンド活動の経験もありドラムを担当していた。
ET-KINGの特徴的な衣装である法被（ハッピ）の番号は「肆」番。
2005年、ET-KINGのメンバー7人と大阪浪速区で共同生活を開始し、イトキンと同じ寝室を使用していた。この７人の共同生活はメンバーが結婚するまでの約3年間続いた。
2010年のクリスマスイブに一般女性と入籍していたことを公式ブログで発表した。
総合エンターテイメント『大阪らりあっと』にはソロとET-KINGで出演。
大阪を拠点とする若手のアーティスト達との親交もあり、松一家という集団を結成し大阪ミナミでイベントも行っている。
松一家としてはリーダーの愛称として「殿」とも呼ばれている。
ヒロウモンズのメンバー。

フットサルチームDONAIYA OSAKAに所属。

ブランド「Ginger」をプロデュース。

「Ginger Online Store」をオープン。
2015年11月4日、初のソロアルバム「JUICE UP」をリリース。
2019年7月24日、2nd アルバム「Change」をリリース。
2021年9月6日、同年10月末でのグループ脱退・所属事務所退社を発表。今後はソロで活動予定。

## ディスコグラフィー

### ヒロウモンズ
- ヒロウモンズ（2015年09月16日）[11]
  1. ヒロウモンズのテーマ（3:31）
  2. ピザにコーラ（4:15）
  3. 夏が来た!（3:26）
  4. チャンカ（2:52）
  5. 鉄人27号（4:09）
  6. コンピコンビネーション（3:41）
  7. Yes Man（4:09）
  8. ヒロウモンズ・ドット・コム（4:11）
  9. 俺たちだけの歌（4:06）

### ソロアルバム
- JUICE UP（2015年11月4日）[12]
  1. Sparkling Day
  2. Have A Good Day
  3. To You
  4. Ride On My Way
  5. Brand New Road
  6. さよならの歌 Feat. BAKI

- Change（2019年7月24日）
  1. Good Morning
  2. 楽園
  3. Oh!!! Feat.イチゼンバッカー
  4. こんな僕ですがいいですか?
  5. Special
  6. 足跡 Feat.森下真帆（Re:Complex）
  7. Players Anthem Feat.Tax（Gris VAGO）
  8. Sunset
  9. ロクデナシShit Feat.BA-K（デリカデッセン）
  10. Drive
  11. Vacation
  12. To You（Acoustic Ver.）